# Marija Wagatowa

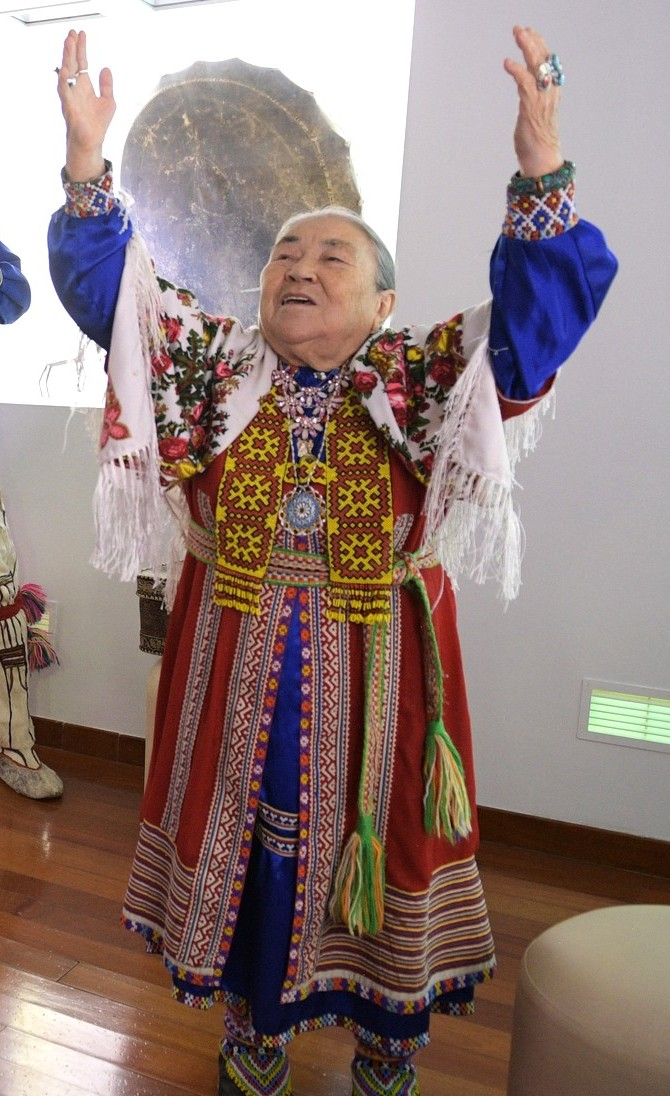
Marija Wagatowa

Marija Wagatowa, wahrer Name Marija Kusminitschna Woldina, (russisch Мария Вагатова, настоящее имя Мария Кузьминична Волдина; *  28. Dezember 1936 am Fluss Kurjoch beim Dorf Juilsk, Autonomer Kreis der Chanten und Mansen/Jugra (ChMAO)) ist eine sowjetische bzw. russische Journalistin und Dichterin chantischer Herkunft.

## Leben
Wagatowa, Tochter eines Rentierhalters, besuchte die Siebenjahresschule (Abschluss 1951) und die Nationale Pädagogik-Schule der Chanten und Mansen (Abschluss 1955).
Darauf war Wagatowa Lehrerin der Achtjahresschule im Dorf Kasym, Rajon Berjosowo, für die unteren  Klassen und leitete das Internat. Als Lehrerin der Pädagogik-Schule der Chanten und Mansen studierte sie ab 1968 am Leningrader Herzen-Pädagogik-Institut in der Pädagogik-Fakultät mit Abschluss 1971.
Mit Empfehlung des ChMAO-Komitees der KPdSU war Wagatowa ab 1970 Literaturbearbeiterin in der Redaktion der ChMAO-Zeitung Leninskaja prawda und dann Vizeredakteurin der nationalen Ausgabe. Von 1974 bis 1991 redigierte sie die Zeitung Lenin pant chuwat. Darauf war sie Chefredakteurin der ChMAO-Redaktion der nationalen Zeitungen Chanty Jassang und Luima seripos.
Auf Initiative Wagatowas wurde mit ihrer Beteiligung 1975 die erste Schallplatte mit Liedern der Chanten veröffentlicht. Erstmals wurde ein Puppenspiel nach chantischen Märchen von ihr aufgeführt. Sie gründete 1986 das erste folkloristisch-ethnographische Familienensemble Jeschak nai, das 2004 beim Allrussischen II. Sibirischen Festival der Weltmusik den Sajan-Ring gewann. Mit anderen verfasste sie ein Lehrbuch der Chantischen Sprache für Pädagogik-Schulen. Ihre Lieder und Tänze werden in Schulen und Kindergärten verwendet. Sie beteiligte sich an finnisch-ugrischen Foren in Syktywkar, Kudymkar, Debrecen, Budapest, Espoo, Jyväskylä und Tallinn und auch an internationalen Finnisch-Ugrisch-Festivals und -Foren sowie an der Schacholympiade in der Mannschaft der Chanten und Mansen.
Wagatowa war in die örtlichen und regionalen Sowjets gewählt worden. Sie war 1962 Mitglied der KPdSU geworden und war Vizesekretärin und Sekretärin verschiedener Parteiorganisationen. Sie kümmerte sich um Probleme des Gesundheitswesens, des öffentlichen Bildungswesens und der Kultur und leitete die regionale Presse. Besonders widmete sie sich der Familienpolitik. Sie war Mitglied und Kovorsitzende des ChMAO-Sowjets. Sie wurde Vorstandsmitglied der Gesellschaft der finnisch-ugrischen Schriftsteller und Mitglied des Verbands der Journalisten der UdSSR (1973), des Verbands der Journalisten der Russischen Föderation und des Schriftstellerverbands Russlands.
Nach Beginn des  Russischen Überfalls auf die Ukraine unterzeichnete Wagatowa 2022 den unterstützenden Brief der Schriftsteller.
Wagatowa hatte zweimal geheiratet. Mit Pawel Timofejewitsch Tarlin hat sie drei Kinder. Mit dem chantischen Dichter Wladimir Woldin (1938–1971) bekam sie 1970 die Tochter Tatjana, die Ethnographin und Kandidatin der Geschichtswissenschaften ist.

## Ehrungen, Preise
- Medaille für Prospektion und Entwicklung des Erdgas-Komplexes Westsibiriens (1980)[2]
- Veteranin der Arbeit (1984)[2]
- Verdiente Kulturarbeiterin der RSFSR (1987)[2]
- Silberabzeichen des Komsomol-Zentralkomiitees (1988)[2]
- Orden der Ehre (1996)[5]
- Schukow-Medaille (1997)[2]
- Internationaler Castrén-Literaturpreis (2003)[2]
- Mamin-Sibirjak-Literaturpreis des Schriftstellerverbands Russlands (2003)[2]
- ChMAO-Ehrenbürger (2005)
- ChMAO-Literaturpreis (2006, 2013)
- Allrussischer Tatjanitschewa-Literaturpreis (2007)
- Medaille 430 Jahre Stadt Chanty-Mansijsk (2012)
- Internationaler Polarstern-Literaturpreis (2012)
- ChMAO-Journalistik-Legende (2013)
- Literaturpreis des Ural-Föderationskreises (2014)
- Preis der Regierung der Russischen Föderation Seele Russlands (2018)[6]